# Sindrome di Turcot
La sindrome di Turcot è una variante rara di Poliposi adenomatosa familiare associata allo sviluppo di medulloblastomi (BTP - Brain Tumor-Polyposis Syndrome Type 2), associata alla mutazione del gene APC.

## Eponimo
La sindrome deve il suo nome al chirurgo canadese Jacques Turcot, il primo ad avere descritto, nel 1959, un'associazione tra poliposi adenomatosa familiare e neoplasie cerebrali, quali il medulloblastoma, l'ependimoma e il glioma maligno (glioblastoma).

## Eziologia
Si tratta di una malattia genetica dovuta a mutazioni della linea germinale. Tra le alterazioni geniche più comuni, vi è la perdita di uno dei due bracci del cromosoma 17 con risultante presenza di un isocromosoma (17q).